# ای‌مایدن
ای‌مایدن (به هلندی: IJmuiden) یک منطقهٔ مسکونی در هلند است که در فلسن واقع شده‌است. ای‌مایدن ۳۰٬۱۶۰ نفر جمعیت دارد.